# ماركوس مور
ماركوس مور (بالإنجليزية: Marcus Moore)‏ هو لاعب كرة قاعدة أمريكي، ولد في 2 نوفمبر 1970 في أوكلاند في الولايات المتحدة.

## وصلات خارجية
- ماركوس مور على موقعبيزبول رفرنس.كوم (الدوري الرئيسي) (الإنجليزية)
- ماركوس مور على موقعبيزبول رفرنس.كوم (الدوري الثانوي) (الإنجليزية)